# Алвоку-даш-Варзеаш
Алвоку-даш-Варзеаш (порт. Alvoco das Várzeas)  —  район (фрегезия) в Португалии,  входит в округ Коимбра. Является составной частью муниципалитета  Оливейра-ду-Ошпитал. По старому административному делению входил в провинцию Бейра-Алта. Входит в экономико-статистический  субрегион Пиньял-Интериор-Норте, который входит в Центральный регион. Население составляет 366 человек на 2001 год. Занимает площадь 10,73 км².

## Население
Зафиксированный прирост населения по годам в этом районе:

## История
Алвоку-Варзеаш считается очень древней деревней. Наличие каменных мельниц и мукомольных заводов, а также биографические словари, сохранившиеся в Альвоко до наших дней, доказывают, что здесь жили римляне. Возможно, это было связано с наличием минеральных жил вблизи пастбищ реки Альвоко.
В этом поселке можно посетить приходскую церковь, покровителем которой является святой Андрей Апостол. Это архитектурный шедевр местной традиции, построенный в XIX веке.
Интерес к этому приходу растет с каждым днем, и причиной того, что он стал обязательной достопримечательностью, является его средневековый мост, известный в фольклоре как "римский мост". Мост внесен в список национальных памятников и, как считается, был построен в XIV веке. Он представляет собой изящное каменное сооружение, необычное тем, что состоит из двух арок. Главная арка представляет собой зубчатую готическую арку с большим проемом, а вторая, меньшего размера, - неровный полукруглый канал. Канал проходит через два водоема, ответвляясь от более широкого и очень крутого склона справа. Длина канала составляет около 70 м.
Вдоль моста находится набережная реки и зона для пикников, расположенная в районе вдоль реки Рио-Абоко (вероятно, наименее загрязненной водной артерии в Европе).